# Билинейность
Билине́йность (от лат. bi- — двойной, и linea — линия; также когнатный, или двусторонний, счёт родства) — в этнологии и социальной антропологии — термин из области счёта родства. Имеет несколько значений:
1. Параллельное существование в обществе двух линий родства (см. патрилинейность и матрилинейность), которое, в отличие от двойного счета родства, охватывает непересекающиеся группы людей. Один и тот же человек при этом не может одновременно входить в группу родственников матери и отца.
2. В устаревшем смысле — принцип формирования кровнородственных групп типа австралийских секций и подсекций (брачных классов).
3. То же, что и билатеральность.

Согласно точке зрения некоторых российских исследователей, билинейность считается более поздним этапом развития принципов счёта родства, следующим за билатеральностью.